# Maiorca (grano)
Il grano maiorca o mjorca (Triticum aestivum var. albidum Koern) è una varietà di grano tenero antico a chicco bianco a maturazione veloce, da secoli coltivato in Sicilia e Puglia soprattutto in terreni aridi e marginali, da sempre è stato considerato come il sinonimo del grano tenero pugliese e la sua farina sinonimo di farina per dolci. In Sicilia la cialda dei cannoli è realizzata con grano maiorca o mjorca.

## Caratteristiche
Molto diffuso in passato in Puglia, Basilicata, Calabria e limitatamente in Sicilia. Nel 1927 esso rappresentava il 2,37% dell'intera produzione italiana mentre in Puglia arrivava al 23%.
Successivamente abbandonato per la sua scarsa resa agronomica, è oggi riscoperto e coltivato in biologico.
È dotato di spiga quadrangolare e mutica (senza arista), con barbe rossicce; dal suo chicco caratteristicamente bianco si produce una farina bianca morbida di grande qualità ad un alto contenuto proteico e dalle ottime caratteristiche panificatorie specie per i dolci; estremamente digeribile, anche nei soggetti con sensibilità al glutine, per il suo basso contenuto glutinico.
È una varietà di grano tenero che il Ministero dell'agricoltura, della sovranità alimentare e delle foreste, ha iscritto nel Registro nazionale delle varietà da conservazione di specie agrarie e delle specie ortive; con 5 decreti di iscrizione e variazione responsabile.

## Utilizzi
Nelle ricette dei dolci siciliani anticamente non si citavano le farine 0 e 00 ma si parlava esclusivamente di farina di maiorca. Con questa farina si fanno anche le ostie, pani bianchi, grissini e si producono dolci, soprattutto i biscotti, come ad esempio la ciambella di San Cataldo, inoltre, questa farina è ingrediente nella pasta reale.
La scorza del cannolo siciliano storicamente è nata con questa farina antica propria della tradizione isolana.